# Lavinia Miloșovici
Lavinia Corina Miloșovici (Lugoj, 21 ottobre 1976) è un'ex ginnasta rumena.

## Carriera
Nel 1992 viene convocata per le Olimpiadi di Barcellona insieme a Cristina Bontaș, Gina Gogean, Vanda Hădărean, Maria Neculiţă e Mirela Pașca. Con la squadra arrivano seconde, dietro la squadra unificata dell'ex Unione Sovietica, e davanti agli Stati Uniti. Individualmente vince due medaglie d'oro: una al corpo libero, dove prende un 10, e l'altra al volteggio dove arriva prima a pari merito con la ungherese Henrietta Ónodi. 
Nella finale del concorso generale vince la medaglia di bronzo dietro a Tat'jana Gucu, della Squadra Unificata dell'ex Unione Sovietica e alla statunitense Shannon Miller.
Nel 1996, insieme a Simona Amânar, Gina Gogean, Ioena Loaies, Alexandra Marinescu e Milena Tugurlan, viene convocata per le Olimpiadi di Atlanta. Qui vince il bronzo a squadre e il bronzo nel concorso generale.

## Vita privata
Nel 2002 ha accettato di posare nuda per la rivista Playboy assieme alle compagne di squadra Corina Ungureanu e Claudia Presăcan, anche loro campionesse olimpiche. Successivamente, con le stesse compagne, ha girato video in Giappone, distribuito in DVD, in cui le tre facevano esercizi ginnici seminude. È tornata a posare per la rivista Playboy nel marzo 2008. Ha comunque ricevuto solidarietà in Romania per la sua libera scelta.